# Children of the Corn (película de 1984)
Children of the Corn (titulada: Los chicos del maíz en España y Niños diabólicos en Hispanoamérica) es la primera de las películas de terror basadas en el relato homónimo que forma parte del libro El umbral de la noche, escrito en 1977 por Stephen King. La película fue producida y estrenada en 1984, dirigida por Fritz Kiersch y protagonizada por Peter Horton y Linda Hamilton.

## Sinopsis de la película
La historia transcurre en el pueblo ficticio de Gatlin en Nebraska, Estados Unidos. Allí una entidad demoníaca a la que se denomina “El que camina detrás de la fila” (en inglés "He who walks behind the rows"), ejerce una poderosa influencia sobre los jóvenes de la zona a los que insta a asesinar a todos los adultos mediante rituales brutales, para asegurar el éxito de la cosecha de maíz.

## Argumento
La historia empieza a ser narrada por Job (Robby Kiger), un niño de Gatlin, el cual contará los sucesos que llevaron al inicio del culto a "El que camina detrás de la fila" (en inglés "He who walks behind the rows"), y al asesinato de todos los adultos del pueblo.
La economía de Gatlin, un pueblo ficticio en Nebraska, es principalmente agrícola. Todo el pueblo está rodeado de extensos campos de maíz. Un año en particular, el cultivo de maíz sufre por la sequía y todo el pueblo de Gatlin gira a la oración, en un intento para asegurar una cosecha exitosa. Un niño predicador misterioso, Isaac Chroner (John Franklin), llega a la localidad y se lleva a todos los niños de Gatlin a un campo de maíz para hablar con ellos acerca de las profecías de una versión demoníaca del Dios judeocristiano llamado "El que camina detrás de la fila". Isaac, a través de su ferviente seguidor y teniente Malachai Boardman (Courtney Gains), lleva a los niños del pueblo en una revolución, matando brutalmente a todos los adultos de la ciudad. En los años siguientes, los niños toman cualquier adulto que pasa por la localidad para usarlo en sus sacrificios.
Tres años después, Burt (Peter Horton) y su novia Vicky (Linda Hamilton) cruzan Nebraska cuando van de camino a Seattle, Washington, donde Burt tiene un nuevo trabajo como médico. Mientras viajan en su coche, accidentalmente golpean a un chico llamado Joseph (Jonas Marlowe), el cual ya había sido previamente asesinado por Malachai. Este muchacho era uno de los niños de Gatlin que trataba de escapar de la mano de hierro del culto a la muerte. Cuando Burt recoge el cuerpo del joven, observa heridas por arma blanca en el cuerpo del chico. Burt se interna en el maizal y encuentra la maleta del joven llena de sangre. La pareja coloca su cuerpo en el maletero en busca de la policía, ya que se dan cuenta de que el chico estaba huyendo moribundo antes de que le atropellaran.
Mientras buscan alguna señal de vida en medio de la desolada y rural Nebraska, encuentran a un viejo mecánico, que les brinda poco o nada de ayuda. Los hijos de Gatlin lo han empleado para llevar a todos los adultos que pasan por allí hacia el pueblo, para usarlos en sus sacrificios. Aun así, después de marcharse Burt y Vicky, los chicos matan a su perro y después al mecánico. Burt y Vicky se dirigen hacia otra localidad cercana, pero los confusos carteles de la carretera hacen que acaben en Gatlin. Cuando llegan se encuentran un pueblo desolado que parece totalmente abandonado. No hay nadie en las calles ni en las casas. Las cafeterías están vacías y llenas de suciedad, lo que indica que llevan tiempo sin estar abiertas al público. El colegio está destrozado. Sin embargo observan que en todos esos edificios abandonados hay trozos de la planta del maíz desperdigados por el lugar, además de cruces hechas con este material y pintadas.
En un momento dado llegan a la antigua casa de Job, donde encuentran a Sarah (Anne Marie McEvoy), su hermana pequeña. Anteriormente se ha mostrado cómo Job y Sarah desafían las prohibiciones del culto pintando y escuchando música a escondidas. Además, Sarah tiene el don de la premonición, y pinta dibujos sobre los acontecimientos futuros. Vicky intenta hablar con la pequeña Sarah pero esta no dice nada. La pareja discute y Burt se marcha en busca de ayuda, mientras Vicky se queda con la niña.
Los chicos del maíz entran en la casa y se llevan a Vicky para ofrecerle como sacrificio a "El que camina detrás de la fila". Burt llega hasta una iglesia donde encuentra a varios chicos reunidos en una macabra celebración. Es el decimoctavo cumpleaños de Amon y, como manda el culto, debe ser entregado a "El que camina detrás de la fila". Pero antes debe hacerse una herida en el pecho y dar su sangre a beber al resto de los presentes. Ahí se descubre que todos los que cumplen 18 años se sacrifican entregándose a "El que camina detrás de la fila". Cuando Burt interviene llamándoles locos, una chica le hiere de gravedad y le persiguen por toda la ciudad gritando "¡Intruso! ¡Intruso!". No obstante, Job le ayuda a escapar y le lleva con su hermana Sarah. Tras ello, Job le dice a Burt que él y Sarah no quieren ser parte del culto. Sarah le dice que Malacai y los demás se han llevado a Vicky al maizal.
Mientras tanto, Malacai e Isaac discuten porque Malacai quiere usar a Vicky para capturar a Burt, pero Isaac dice que no, que deben hacerlo ellos. Malacai le dice que están cansados de su arrogancia, y que "El que camina detrás de la fila" no es un dios de ceremonias sino de sacrificios. Malacai asume el mando sobre los hijos y da la orden de bajar a Vicky de la cruz de maíz y poner en su lugar a Isaac.
Cuando cae la noche, Burt entra en el campo de maíz para rescatar a Vicky. Mientras tanto Isaac, que ya esta atado a la cruz de maíz, está preparado para ser entregado a "El que camina detrás de la fila". De repente algo se va moviendo rápidamente debajo de la tierra en dirección a Isaac, el cual suplica a  "El que camina detrás de la fila". Pero el demonio comienza a trepar por la cruz cubriéndole y la cruz acaba saliendo disparada.
Burt aparece y libera a Vicky gritándole que se vaya. Él pelea con Malacai e intenta convencer a los niños de que sus mentes han sido envenenadas, y su humanidad fue sacrificada en nombre de un dios falso. Cuando Malacai intenta recuperar el control de los hijos, el cadáver reanimado de Isaac (aparentemente poseído por  "El que camina detrás de la fila") aparece y le mata rompiéndole el cuello. Tras eso los niños huyen despavoridos.
Al poco tiempo, una terrible tormenta reúne a los niños junto con Burt y Vicky, en el granero. Allí tratan de protegerse de la ira furiosa de "El que camina detrás de la fila". A medida que la tormenta se intensifica a su alrededor, Job muestra a Burt y Vicky un versículo de la Biblia, que un policía había estudiado antes de ser asesinado por los chicos del maíz. El versículo indica que el demonio será destruido con fuego y azufre, por lo que Burt deduce que debe destruir el maizal (la milpa), para acabar con el demonio. Burt pide a todos que le ayuden a unir las mangueras al alambique de combustible, para así poder enchufarla a la bomba de riego y prender el maizal. Finalmente Burt es capaz de rociar los campos con el líquido inflamable y prenderlo con un cóctel Molotov, quemándolo todo y, aparentemente, destruyendo al demonio.
Burt, Vicky, Job y Sarah sobreviven y son capaces de salir de Gatlin y de los maizales. 
Cuando Burt llega a su coche abandonado, busca un mapa para salir de la ciudad, pero una de las chicas del maíz que estaba escondida en el asiento de atrás trata de apuñalarlo. Vicky la golpea con la puerta del copiloto y la mata. Después de eso, los cuatro caminan fuera del pueblo.

## Reparto
- Peter Horton como Burt Stanton.
- Linda Hamilton como Vicky Baxter.
- R. G. Armstrong como Diehl ("El hombre viejo").
- John Franklin como Isaac Chroner.
- Courtney Gains como Malachai Boardman.
- Robby Kiger como Job.
- Anne Marie McEvoy como Sarah.
- Jonas Marlowe como Joseph.

## Guion
La adaptación estuvo en un primer momento en las manos del propio Stephen King, que se centró más en los personajes de Burt y Vicky y dejó en un segundo plano la situación de los chicos de Gatlin. Sin embargo este guion fue desechado en favor del de George Goldsmith, el cual poseía mayor violencia y una estructura narrativa más convencional. Tuvo un presupuesto de 800.000 dólares.

## Recepción
La película recibió críticas negativas de Gene Siskel y Roger Ebert en  At the Movies.[cita requerida] Se clasifica actualmente como "podrido" en el sitio web Rotten Tomatoes con el 39% de 23 críticas favorables. Aun así, la película fue amada por el público y obtuvo más de $ 14 millones en la taquilla de EE. UU., siendo considerada como una película de culto dentro del género del terror. El éxito del film propició luego la creación de seis secuelas y un remake.

## Remake
En junio de 2008 se confirmó que Donald P. Borchers comenzaría a escribir y dirigir un Los chicos del maíz (2009 film) remake de TV de la primera película, que se estrenará en el Syfy TV. La producción comenzó en agosto de rodaje en Davenport, Iowa, sin embargo, se trasladó a Lost Nation, Nueva York.
El elenco incluye David Anders, Kandyse McClure, Preston Bailey, Daniel Newman, Leo Howard y Alexa Nikolas. La película salió al aire el 26 de septiembre de 2009 y el DVD fue lanzado el 6 de octubre de 2009 por Anchor. El remake televisivo sigue de cerca la historia original presente en el relato, y no el de la película original.